# 馬爾海崖
69°47′S 69°20′W / 69.783°S 69.333°W
馬爾海崖（英語：Marr Bluff）是南極洲的海崖，位於亞歷山大一世島東岸，處於韋傑冰川以北，海拔高度1,065米，以劍橋大學地質學教授命名，現時由南極條約體系管理。